# 북아일랜드의 행정수반과 행정부수반
행정수반(영어: the First Minister, 아일랜드어: Chéad-Aire 케드아러)과 행정부수반(영어: deputy First Minister, 아일랜드어: LeasChéad-Aire 라스케드아러)는 북아일랜드 집행부의 공동 수반이며 집행청의 운영을 총체적으로 책임지는 공직이다.
이름 때문에 오해하기 쉽지만 행정부수반은 행정수반의 부하 직책이 아니다. 양자의 행정권력은 동등하며 책임도 동등하다. 다만 의전상으로는 행정수반이 스코틀랜드 행정수반, 웨일스 행정수반과 동격으로 앞선다.
두 공직은 1998년 벨파스트 협정의 결과 설치되었으며, 본래 두 공직 모두 북아일랜드 입법의회의 입법의원들의 협의주의 원칙에 따른 간접선거로 선출되었다. 2006년 세인트앤드루스 협정 이후로는 공화파와 왕당파에서 가장 큰 두 정당에서 각자 후보를 내는 방식으로 선거를 치르고 있다.

## 역대 행정수반 및 행정부수반
정당
  얼스터 연합당
  사회민주노동당
  민주연합당
  신페인당
  노동당
| 북아일랜드 행정수반                                 | 북아일랜드 행정수반                                 | 북아일랜드 행정수반                                 | 북아일랜드 행정수반                                 | 북아일랜드 행정수반                                 | 북아일랜드 행정부수반                               | 북아일랜드 행정부수반                               | 북아일랜드 행정부수반                               | 북아일랜드 행정부수반                               | 북아일랜드 행정부수반                               | 내각                                                | 선거   |
| 성명 (생몰) 지역구                                  | 성명 (생몰) 지역구                                  | 사진                                                | 임기                                                | 임기                                                | 성명 (생몰) 지역구                                  | 성명 (생몰) 지역구                                  | 사진                                                | 임기                                                | 임기                                                | 내각                                                | 선거   |
| --------------------------------------------------- | --------------------------------------------------- | --------------------------------------------------- | --------------------------------------------------- | --------------------------------------------------- | --------------------------------------------------- | --------------------------------------------------- | --------------------------------------------------- | --------------------------------------------------- | --------------------------------------------------- | --------------------------------------------------- | ------ |
| 1                                                   | 데이비드 트림블 (1944–) 반 상부                     |                                                     | 1998년 7월 1일                                      | 2001년 7월 1일                                      | 1                                                   | 세이머스 말런 (1936–) 뉴리 아마                     |                                                     | 1998년 7월 1일                                      | 2001년 11월 6일                                     | 제1차 집행부                                        | 1998년 |
| 1                                                   | 데이비드 트림블 (1944–) 반 상부                     | (레그 엠페이가 권한대행)                            |                                                     |                                                     | 1                                                   | 세이머스 말런 (1936–) 뉴리 아마                     |                                                     | 1998년 7월 1일                                      | 2001년 11월 6일                                     | 제1차 집행부                                        | 1998년 |
| 1                                                   | 데이비드 트림블 (1944–) 반 상부                     | 2001년 11월 6일                                     | 2002년 10월 14일                                    | 2                                                   | 마크 더컨 (born 1960) 포일                          |                                                     | 2001년 11월 6일                                     | 2002년 10월 14일                                    |                                                     | 제1차 집행부                                        | 1998년 |
| (공석. 영국 본토의 북아일랜드부 장관이 권한을 대행) | (공석. 영국 본토의 북아일랜드부 장관이 권한을 대행) | (공석. 영국 본토의 북아일랜드부 장관이 권한을 대행) | (공석. 영국 본토의 북아일랜드부 장관이 권한을 대행) | (공석. 영국 본토의 북아일랜드부 장관이 권한을 대행) | (공석. 영국 본토의 북아일랜드부 장관이 권한을 대행) | (공석. 영국 본토의 북아일랜드부 장관이 권한을 대행) | (공석. 영국 본토의 북아일랜드부 장관이 권한을 대행) | (공석. 영국 본토의 북아일랜드부 장관이 권한을 대행) | (공석. 영국 본토의 북아일랜드부 장관이 권한을 대행) | (공석. 영국 본토의 북아일랜드부 장관이 권한을 대행) | 2003년 |
|                                                     | 존 레이드 카르도완 남작                             |                                                     | 2002년 10월 14일                                    | 2002년 10월 24일                                    |                                                     |                                                     |                                                     |                                                     |                                                     |                                                     | 2003년 |
|                                                     | 폴 머피 토파엔 남작                                 |                                                     | 2002년 10월 24일                                    | 2005년 5월 6일                                      |                                                     |                                                     |                                                     |                                                     |                                                     |                                                     | 2003년 |
|                                                     | 피터 제럴드 하인 남작                               |                                                     | 2005년 5월 6일                                      | 2007년 5월 8일                                      |                                                     |                                                     |                                                     |                                                     |                                                     |                                                     | 2003년 |
| 2                                                   | 이언 페이즐리 (1926–2014) 앤트림 북부               |                                                     | 2007년 5월 8일                                      | 2008년 6월 5일                                      | 3                                                   | 마틴 맥기네스 (1950–2017) 얼스터 중부               |                                                     | 2007년 5월 8일                                      | 2011년 9월 20일                                     | 제2차 집행부                                        | 2007년 |
| 3                                                   | 피터 데이비드 로빈슨 (1948–) 벨파스트 동부          |                                                     | 2008년 6월 5일                                      | 2010년 1월 11일                                     | 3                                                   | 마틴 맥기네스 (1950–2017) 얼스터 중부               |                                                     | 2007년 5월 8일                                      | 2011년 9월 20일                                     | 제2차 집행부                                        | 2007년 |
| 3                                                   | 피터 데이비드 로빈슨 (1948–) 벨파스트 동부          | (아를렌 포스터가 권한대행)                          |                                                     |                                                     | 3                                                   | 마틴 맥기네스 (1950–2017) 얼스터 중부               |                                                     | 2007년 5월 8일                                      | 2011년 9월 20일                                     | 제2차 집행부                                        | 2007년 |
| 3                                                   | 피터 데이비드 로빈슨 (1948–) 벨파스트 동부          | 2010년 2월 3일                                      | 2015년 9월 10일                                     |                                                     | 3                                                   | 마틴 맥기네스 (1950–2017) 얼스터 중부               |                                                     | 2007년 5월 8일                                      | 2011년 9월 20일                                     | 제2차 집행부                                        | 2007년 |
| 3                                                   | 피터 데이비드 로빈슨 (1948–) 벨파스트 동부          | 2010년 2월 3일                                      | 2015년 9월 10일                                     | 제3차 집행부                                        | 3                                                   | 마틴 맥기네스 (1950–2017) 얼스터 중부               | 2011년                                              | 2007년 5월 8일                                      | 2011년 9월 20일                                     |                                                     |        |
| 3                                                   | 피터 데이비드 로빈슨 (1948–) 벨파스트 동부          | 2010년 2월 3일                                      | 2015년 9월 10일                                     | 제3차 집행부                                        | 3                                                   | 마틴 맥기네스 (1950–2017) 얼스터 중부               | 2011년                                              | (존 오다우드가 권한대행)                            |                                                     |                                                     |        |
| 3                                                   | 피터 데이비드 로빈슨 (1948–) 벨파스트 동부          | 2010년 2월 3일                                      | 2015년 9월 10일                                     | 제3차 집행부                                        | 3                                                   | 마틴 맥기네스 (1950–2017) 얼스터 중부               | 2011년                                              | 2011년 10월 31일                                    | 2017년 1월 9일                                      |                                                     |        |
| 3                                                   | 피터 데이비드 로빈슨 (1948–) 벨파스트 동부          | (아를렌 포스터가 권한대행)                          |                                                     | 제3차 집행부                                        | 3                                                   | 마틴 맥기네스 (1950–2017) 얼스터 중부               | 2011년                                              | 2011년 10월 31일                                    | 2017년 1월 9일                                      |                                                     |        |
| 3                                                   | 피터 데이비드 로빈슨 (1948–) 벨파스트 동부          | 2015년 10월 20일                                    | 2016년 1월 11일                                     | 제3차 집행부                                        | 3                                                   | 마틴 맥기네스 (1950–2017) 얼스터 중부               | 2011년                                              | 2011년 10월 31일                                    | 2017년 1월 9일                                      |                                                     |        |
| 4                                                   | 아를렌 포스터 (1970–) 퍼매너 티론 남부              |                                                     | 2016년 1월 11일                                     | 2017년 1월 9일                                      | 3                                                   | 마틴 맥기네스 (1950–2017) 얼스터 중부               | 제4차 집행부                                        | 2011년 10월 31일                                    | 2017년 1월 9일                                      | 2016년                                              |        |
| (공석)                                              |                                                     |                                                     |                                                     |                                                     |                                                     |                                                     |                                                     |                                                     |                                                     | 2016년                                              |        |
| 2017년                                              |                                                     |                                                     |                                                     |                                                     |                                                     |                                                     |                                                     |                                                     |                                                     |                                                     |        |

## 같이 보기
- 북아일랜드 집행부